# Jatno
Jatno – wieś w Polsce położona w województwie łódzkim, w powiecie radomszczańskim, w gminie Żytno zlokalizowana tuż przy granicy z województwem śląskim.
W latach 1975–1998 miejscowość administracyjnie należała do województwa częstochowskiego.